# JNR-Klasse 9600
Die Klasse 9600 (jap. 9600形, 9600-gata) ist eine kapspurige 1’D-Dampflokomotive, beschafft von den Japanese National Railways (JNR) ab 1913. Bis 1925 beschafften die JNR 770 Lokomotiven.

## Geschichte

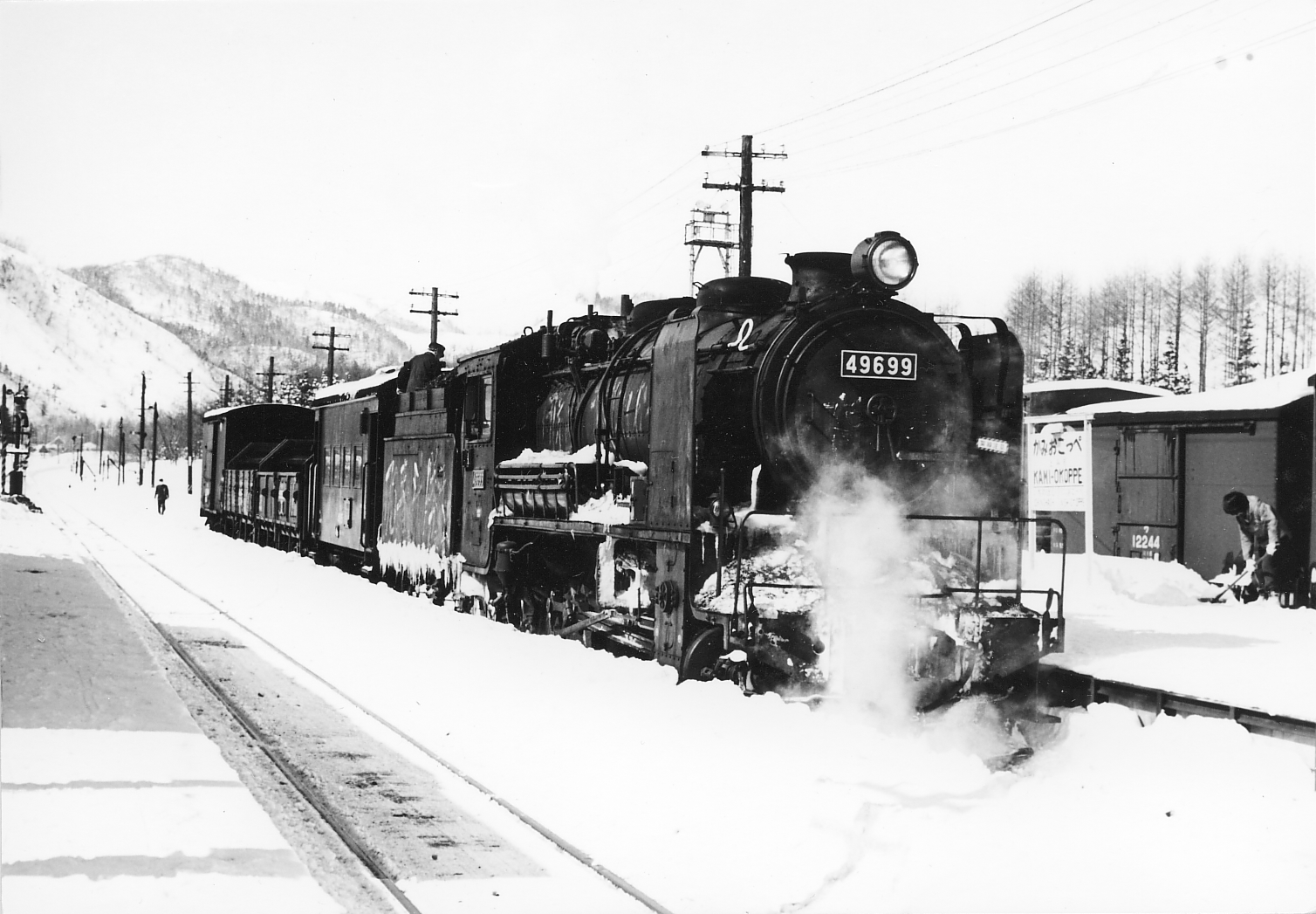
JNR Nr. 49699 im Dienst, März 1973

Die Klasse 9600 war die erste in japanischen Fabriken in Massen produzierte Lokomotivtype. Die Klasse 9600 war allgemein bekannt als Kyuroku (neun-sechs) und wurde häufig für den Güterverkehr in ganz Japan eingesetzt.
2012 waren 43 Lokomotiven der Klasse 9600 in Japan erhalten.
251 Exemplare wurden nach China geliefert, um auf der Central China Railway und bei der North China Transportation Company eingesetzt zu werden. Die Maschinen wurden ab 1945 als Baureihe KD5 bezeichnet. Die 54 auf 1000 mm Spurweite umgebauten Lokomotiven erhielten die Bezeichnung KD55.